# 中华仙鹟
，是雀形目鹟科的一种鸟类。

## 特征
中华仙鹟体重约14.2克，翼长约78.6毫米，嘴峰长约13.9毫米，喙宽度约4.5毫米，喙厚度约3.8毫米，跗蹠长约17.5毫米，尾长约65毫米。中华仙鹟在其分布区内为留鸟，其栖息在半开放的高大树木组成的森林中，食性为肉食性，主要食物来源是陆生无脊椎动物。

## 分布
繁殖于中国南部（陕西南部和湖北西部至四川和贵州）；越冬于泰国西南部和马来半岛等地。